# José Milicua
José Milicua Illarramendi (Oñate, Guipúzcoa, 1921 - Barcelona, 20 de mayo de 2013) fue un destacado historiador del arte y catedrático español, académico honorario de la Real Academia de Bellas Artes de San Fernando, y miembro de la Real Academia Catalana de Bellas Artes de San Jorge y del Instituto Amatller de Arte Hispánico.

## Biografía
Cursó la licenciatura y el doctorado en la Universidad de Barcelona, trasladándose después a Italia donde, primero como alumno y más tarde, como colaborador, trabajó junto a Roberto Longhi. Fue catedrático de historia del arte de la Universidad Central, de la de Barcelona y de la Pompeu Fabra. Considerado un experto en el barroco, fue uno de los mejores especialistas internacionales en la obra de Caravaggio y la corriente pictórica y artística asociada, el Caravaggismo, singularmente la obra de José de Ribera y la escuela tenebrista de Nápoles. No obstante, mantuvo un interés muy singular por el arte contemporáneo en todas sus formas artísticas, desde el neoplasticismo a la Escuela de la Bauhaus, pasando por todas las manifestaciones artísticas del Expresionismo, siendo fundamentales sus aportaciones al conocimiento y valoración del arte del siglo XX. Su especial relación con el Museo del Prado, donde recuperó e identificó notables obras, la última un San Jerónimo leyendo una carta, de Georges de La Tour, la extendió también a los más prestigiosos museos del mundo. El 27 de mayo de 2008 y dentro de un acto en homenaje a Milicua por su trayectoria profesional, se le concedió el Premio Fundación Amigos del Museo del Prado.
Fue cofundador de la Fundación de Apoyo a la Historia del Arte Hispánico, de Madrid, y miembro de honor de la Asociación Catalana de Críticos del Arte.

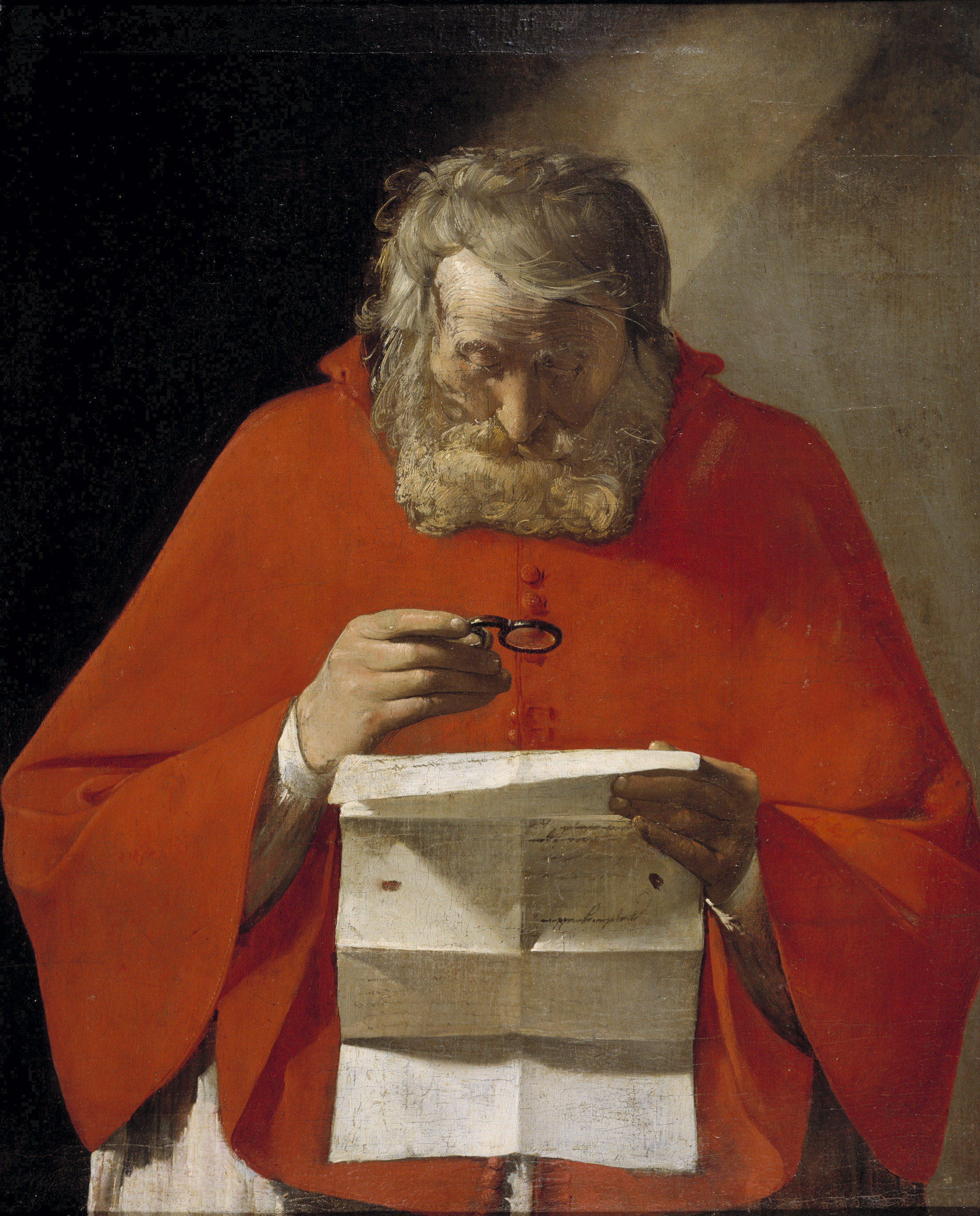
San Jerónimo leyendo una carta, obra original de Georges de La Tour, identificada por José Milicua.

## Obra
- Palencia monumental (1954)
- A propósito del pequeño crucifijo ticianesco del Escorial (1957)
- Observatorio de ángeles (1958)
- La Construcción por Francisco de Goya (1981)
- Diez estudios sobre pintura (1991)
- El Greco y su revalorización del Modernismo Catalán (1996-1997)
- Goya la imagen de la mujer (2002)

Se editó bajo su dirección la obra:
- Historia Universal del Arte (10 volúmenes) (1988-1999)